# خانکندی (هوراند)
خان‌کندی یکی از روستاهای استان آذربایجان شرقی است که در شهرستان هوراند بخش آبش احمد واقع شده‌است. این روستا ۲۴۳ نفر جمعیت دارد.